# Равновесные нуклеозидные транспортёры
Равновесные нуклеозидные транспортёры (англ. Equilibrative Nucleoside Transporter, ENT) — транспортные белки, которые специфичны для нуклеозидов и азотистых оснований, и являются частью суперсемейства основных фасилитаторов. Обычно они содержат по меньшей мере 6, обычно 10 трансмембранных сегментов (ТМС) и имеют длину 300—600 аминоацильных остатков.

## Функции
РНТ, в том числе у паразитических простейших, участвуют в захвате нуклеозидов и азотистых оснований для спасательного пути синтеза нуклеозидов, а у человека также несут ответственность за клеточное поглощение аналогов нуклеозидов, используемых при лечении рака и вирусных заболеваний. Регулируя концентрацию аденозина, доступного для рецепторов на поверхности клетки, РНТ млекопитающих дополнительно влияют на физиологические процессы, начиная от сердечно-сосудистой активности до нейротрансмиссии.

## РНТ человека
РНТ человека также известен как SLC29, группа транспортных белков плазмалеммы, которые транспортируют нуклеозидные субстраты, такие как аденозин, в клетки. Существует четыре известных РНТ человека, обозначенных как ENT1, ENT2, ENT3 и ENT4. Они блокируются ингибиторами обратного захвата аденозина, такими как дипиридамол и дилазеп, лекарствами, которые клинически используются из-за их сосудорасширяющих свойств. Наиболее охарактеризованные представители семейства ENT человека, hENT1 и hENT2, обладают сходной широкой селективностью по проницаемости для пуриновых и пиримидиновых нуклеозидов, но hENT2 также эффективно транспортирует азотистые основания. hENT3 обладает такой же широкой селективностью по проницаемости для нуклеозидов и азотистых оснований и, по-видимому, функционирует во внутриклеточных мембранах, включая лизосомы. Гемцитабин, противораковый препарат, транспортируется с помощью hENT1 и hENT3. hENT4 обладает уникальной селективностью по отношению к аденозину, а также транспортирует различные органические катионы.